# Ладіслав Сікорчин
Ладіслав Сікорчин (словац. Ladislav Sikorčin; нар. 14 жовтня 1985 у м. Ілава, ЧССР) — словацький/угорський хокеїст, центральний нападник. Виступає за ХК «Меркуря-Чук» у МОЛ-лізі.
Виступав за «Дукла» (Тренчин), СХК «37 П'єштяни», ХК «95 Поважська Бистриця», МсХК «Жиліна», «Уйпешт» (Будапешт).
У складі національної збірної Угорщини учасник чемпіонату світу 2011 (дивізіон I). 